# Vlag van North Dakota
De vlag van North Dakota is vrijwel een exacte kopie van de vlag die gebruikt werd door troepen uit North Dakota die in de Filipijns-Amerikaanse Oorlog vochten. Het enige verschil is dat hun vlag niet de naam van de staat droeg.
De vlag van North Dakota werd aangenomen op 3 maart 1911, hoewel toen niet alle elementen gespecificeerd werden. Dit gebeurde enigszins in 1943; toen werd het ontwerp in lijn gebracht met een bewaarde banier uit de Filipijns-Amerikaanse Oorlog. Momenteel zijn echter nog steeds niet alle elementen van de vlag gespecificeerd, waardoor er in details verschillende varianten in omloop zijn.
De verhouding tussen de hoogte en lengte van de vlag is 26:33, een ongebruikelijke ratio en korter dan gewoonlijk. De meeste vlaggen van Amerikaanse staten hebben een ratio van 2:3. In de praktijk wordt voor de vlag van North Dakota echter vaak een verhouding van 3:5 aangehouden.